# Коле Сан Леонардо (Кјети)
Коле Сан Леонардо (итал. Colle San Leonardo) је насеље у Италији у округу Кјети, региону Абруцо.
Према процени из 2011. у насељу је живело 103 становника. Насеље се налази на надморској висини од 557 м.